# Strombocactus
Strombocactus Britton & Rose, 1922 è un genere di piante succulente della famiglia delle Cactacee, endemico del Messico.
Il nome del genere deriva  dal greco stròmbos che significa pigna, e si riferisce alla forma del fusto di queste cactacee.

## Tassonomia
Comprende le seguenti specie:
- Strombocactus corregidorae S.Arias & E.Sánchez
- Strombocactus disciformis (DC.) Britton & Rose